# Luciana Mendes
Luciana de Paula Mendes (née le 26 juillet 1971 à Rio de Janeiro) est une athlète brésilienne spécialiste du 400 mètres et du 800 mètres. Elle détient le record du Brésil du 800 m et du 1 000 m.

## Biographie

### Palmarès
| Date | Compétition                            | Lieu           | Résultat | Épreuve   | Performance   |
| ---- | -------------------------------------- | -------------- | -------- | --------- | ------------- |
| 1988 | Championnats d'Amérique du Sud juniors | Cubatão        | 1re      | 400 m     | 55 s 49       |
| 1988 | Championnats d'Amérique du Sud juniors | Cubatão        | 1re      | 4 x 400 m | 3 min 41 s 52 |
| 1989 | Championnats d'Amérique du Sud juniors | Montevideo     | 2e       | 400 m     | 55 s 49       |
| 1989 | Championnats d'Amérique du Sud juniors | Montevideo     | 1re      | 4 x 400 m | 3 min 40 s 7  |
| 1989 | Championnats panaméricains juniors     | Santa Fe       | 7e       | 400 m     | 55 s 28       |
| 1989 | Championnats panaméricains juniors     | Santa Fe       | 3e       | 4 x 400 m | 3 min 40 s 87 |
| 1990 | Championnats panaméricains juniors     | Bogota         | 1re      | 400 m     | 54 s 85       |
| 1990 | Championnats panaméricains juniors     | Bogota         | 1re      | 4 x 400 m | 3 min 45 s 12 |
| 1991 | Championnats d'Amérique du Sud         | Manaus         | 2e       | 800 m     | 2 min 04 s 44 |
| 1991 | Championnats d'Amérique du Sud         | Manaus         | 1re      | 4 x 400 m | 3 min 32 s 59 |
| 1992 | Championnats ibéro-américains          | Séville        | 7e       | 800 m     | 2 min 07 s 02 |
| 1993 | Championnats d'Amérique du Sud         | Lima           | 2e       | 400 m     | 53 s 06       |
| 1993 | Championnats d'Amérique du Sud         | Lima           | 2e       | 800 m     | 2 min 04 s 5  |
| 1993 | Championnats d'Amérique du Sud         | Lima           | 1re      | 4 x 400 m | 3 min 36 s 49 |
| 1994 | Coupe du monde des nations             | Londres        | 2e       | 800 m     | 2 min 00 s 13 |
| 1994 | Jeux sud-américains                    | Valencia       | 3e       | 400 m     |               |
| 1994 | Jeux sud-américains                    | Valencia       | 1er      | 800 m     | 2 min 01 s 99 |
| 1995 | Jeux panaméricains                     | Mar del Plata  | 2e       | 800 m     | 2 min 01 s 71 |
| 1995 | Championnats d'Amérique du Sud         | Manaus         | 2e       | 400 m     | 52 s 64       |
| 1996 | Championnats ibéro-américains          | Medellín       | 2e       | 400 m     | 3 min 34 s 34 |
| 1997 | Championnats d'Amérique du Sud         | Mar del Plata  | 1er      | 800 m     | 2 min 03 s 56 |
| 1997 | Championnats d'Amérique du Sud         | Mar del Plata  | 2e       | 4 x 400 m | 3 min 38 s 18 |
| 1999 | Championnats d'Amérique du Sud         | Bogota         | 1er      | 800 m     | 2 min 05 s 62 |
| 1999 | Championnats d'Amérique du Sud         | Bogota         | 2e       | 4 x 400 m | 3 min 37 s 88 |
| 2000 | Championnats ibéro-américains          | Rio de Janeiro | 3e       | 400 m     | 53 s 18       |
| 2000 | Championnats ibéro-américains          | Rio de Janeiro | 1er      | 800 m     | 2 min 01 s 77 |
| 2001 | Championnats d'Amérique du Sud         | Manaus         | 1er      | 400 m     | 52 s 76       |
| 2001 | Championnats d'Amérique du Sud         | Manaus         | 1er      | 800 m     | 2 min 00 s 04 |
| 2001 | Championnats d'Amérique du Sud         | Manaus         | 1er      | 4 x 400 m | 3 min 32 s 43 |
| 2003 | Championnats d'Amérique du Sud         | Barquisimeto   | 1er      | 800 m     | 2 min 02 s 06 |
| 2003 | Jeux panaméricains                     | Saint-Domingue | 5e       | 800 m     | 2 min 05 s 52 |
| 2003 | Jeux panaméricains                     | Saint-Domingue | 8e       | 1 500 m   | 4 min 21 s 80 |
| 2004 | Championnats ibéro-américains          | Huelva         | 5e       | 800 m     | 2 min 03 s 36 |

### Records
| Épreuve      | Performance   | Lieu           | Date            |
| ------------ | ------------- | -------------- | --------------- |
| 400 mètres   | 52 s 76       | Manaus         | 18 mai 2001     |
| 800 mètres   | 1 min 58 s 27 | Hechtel        | 30 juillet 1994 |
| 1 000 mètres | 2 min 36 s 30 | Bruxelles      | 25 août 1995    |
| 1 500 mètres | 4 min 16 s 34 | Rio de Janeiro | 31 mai 2003     |